# Desideria - La vita interiore
Desideria - La vita interiore  è un film del 1980, diretto da Gianni Barcelloni Corte e tratto dal romanzo La vita interiore di Alberto Moravia.

## Trama
Desideria è un'adolescente brutta e sovrappeso, al contrario della madre Viola, bella e spensierata, che cambia spesso compagno. Ciò infastidisce a tal punto Desideria da indurla a tentare il suicidio, ma fortunatamente il tentativo non riesce e la ragazza viene ricoverata in ospedale. Durante il ricovero perde molto peso e gradualmente da corpulenta e grossolana si trasforma in una bellissima ragazza che attira le attenzioni maschili. 
 Malgrado il miglioramento fisico, il rapporto con la madre non migliora, così Desideria decide di rintracciare il padre, che da tempo aveva abbandonato la famiglia. In un carosello di tradimenti e gelosie, Desideria spinge il suo amante Quinto a uccidere Erostrato, amante della madre; compresa la gravità dell'evento, Desideria uccide Quinto e inscena un omicidio-suicidio tra i due.